# Aborresøen
Aborresøen er en dansk tegnefilmserie fra 1978 i fem afsnit med manuskript og instruktion af Svend Johansen. Serien viser livet i en sø med en aborre som omdrejningspunkt. De fem afsnit kan ses uafhængigt af hinanden.

## Afsnit
| # | Titel           | Første sendedag |
| --- | --------------- | --------------- |
| 1 | "Fødekæden"     |                 |
| Søens fødekæde beskrives. Plankton ædes af fiskeyngel, der bliver ædt af hundestejler og løjer, der bliver ædt af gedder, der måske ender på fiskerens middagsbord. Filmen fortæller i hvilket område af søen de enkelte fisk holder til, og det er aborrerne, der følges.                                                                            |                 |                 |
| 2 | "Aborrens børn" |                 |
| Hvordan bliver fiskene til? I denne tegnefilm følger vi aborrens parringsleg, æglægning og ungernes opvækst. I søen lurer mange farer, én af dem er den store rovfisk, gedden. Af de mange unger går en del tabt, og de, der overlever, har travlt med at finde føden. Blandt søens natdyr får vi et glimt af ålen, krebsen og frøen.                 |                 |                 |
| 3 | "Forår"         |                 |
| En række af fiskene og deres yngleforhold præsenteres, heriblandt aborren. Desuden fortælles der om lysets betydning for søens planteliv. |                 |                 |
| 4 | "Forurening"    |                 |
| Spildevand fra mennesker og industri ændrer søens liv. Forureningen er synlig: Plankton og alger vokser uhæmmet, og søen bliver ugennemsigtig. Miljøgifte bryder ind i naturens kredsløb, men denne forurening er usynlig. Nogle børn fanger en aborre, som havner i et akvarium. Her forklarer filmen sammenhængen mellem fisk, planter, lys og ilt. |                 |                 |
| 5 | "Vinter"        |                 |
| Hvordan klarer fiskene sig om vinteren, når der er is på søen? Filmen fortæller om fisk, der går i dvale, om fisk, der finder de dybeste steder, og om de gamle og svage fisk, der dør. Fiskene er vekselvarme, og deres aktivitet falder sammen med temperaturen.                                                                                    |                 |                 |